# R4M
Il razzo R4M, soprannominato l'Uragano (Tedesco: Orkan) a causa della sua caratteristica scia prodotta dopo essere stato lanciato, fu il primo razzo antiaereo di impiego pratico.
Sviluppato dalla Luftwaffe durante la Seconda guerra mondiale e usato brevemente prima della fine del conflitto. Dopo la guerra l'R4M fece da modello per molti dispositivi simili, usati da quasi tutti i caccia intercettori durante gli anni quaranta e cinquanta.

## Sviluppo
L'R4M venne sviluppato per risolvere il problema del peso crescente delle armi antibombardiere dispiegate dai caccia della Luftwaffe. La loro progettazione era iniziata con i cannoncini MG 151/20 calibro 20 mm, che però richiedevano una media di 20 colpi per abbattere un Boeing B-17 Flying Fortress. I cannoni da 20 mm furono sostituiti (o integrati) con i cannoni MK 108 da 30 mm, che potevano abbattere un bombardiere con uno o tre colpi. Tuttavia l'MK 108 era più pesante e la munizione ingombrante rendeva difficile trasportare colpi a sufficienza per due o più "passaggi". Peggio ancora, la bassa velocità alla volata dell'MK 108 significava una gittata corta, costringendo i caccia a entrare nel raggio d'azione delle mitragliatrici avversarie per poter mettere a segno qualche colpo. Il più potente MK 103 aveva una velocità alla volata più alta e una gittata maggiore, al prezzo di peso e dimensioni molto più elevati.
La soluzione fu rimpiazzare il cannone con un piccolo razzo a propellente solido, montante una testata simile a quella della granata del cannone. Sebbene ogni razzo fosse più pesante della corrispondente granata sparata dal cannone, la mancanza d'un cannone ridusse considerevolmente il peso complessivo. La differenza di peso era così marcata che perfino razzi di maggiori dimensioni sarebbero stati più leggeri dei cannoni che sostituivano, oltretutto con prestazioni superiori.
La versione antiaerea dell'R4M usava una testata larga 55 mm caricata con ben 520g di esogeno, garantendo quasi un abbattimento per ogni razzo andato a segno. Ogni R4M pesava 3,2 kg ed era provvisto di abbastanza carburante da poter essere lanciato da 1000 m, oltre il raggio dei cannoni difensivi dei bombardieri. Lo scheletro del razzo consisteva di un semplice tubo di acciaio con alettoni in coda per la stabilizzazione. Una batteria normalmente consisteva di due gruppi di 12 razzi e se tutti i 24 venivano lanciati contemporaneamente potevano coprire un'area tra i 15 e i 30 m a 1000 m di distanza, abbastanza fitta per essere certi di colpire il bersaglio. Gli R4M erano normalmente lanciati in quattro salve di sei missili a intervalli di 0,07 secondi da una distanza di 600 m. Erano disponibili due tipi di testata per l'R4M, la classica PB-3 con una carica di 0.4 kg per uso antiaereo e una carica dalla forma più larga, simile nella costruzione al Panzerschreck, il Panzerblitz II (PB-2), per uso anticarro.

## Operazioni
Solo un ridotto numero di aerei fu equipaggiato con l'R4M, soprattutto il Messerschmitt Me 262 e la versione per l'attacco al suolo dell'Fw 190, che lo montava su una piccola rastrelliera in legno sotto le ali.
L'arma diede eccellenti risultati. L'asso francese Pierre Clostermann annota nel suo libro La Guerra nell'Aria ( Feux du ciel ), che, nel marzo 1945, gli equipaggi di sei Me 262 armati con R4M decollati dal centro di volo sperimentale di Oberammergau guidati dal generale Gordon Gollob della Luftwaffe affermarono di avere abbattuto quattordici B-17 in una missione. Nell'aprile 1945, i piloti di Me 262 equipaggiati con R4M sostennero di avere abbattuto trenta B-17 con la perdita di tre aerei. La Luftwaffe notò che i razzi R4M avevano una traiettoria in volo simile a quella dei proiettili del cannone MK 108 da 30 mm, quindi poteva essere usato con efficacia il collimatore a riflessione Revi 16B standard. 
Dopo la guerra l'R4M fece da modello sia per lo statunitense FFAR (Fin-Folding Aerial Rocket) da 70 mm che per il più largo Zuni da 127 mm.
(Nella missione citata da Clostermann i ME 262 erano dotati di collimatore giroscopico EZ 42...)